# Francesco I de' Medici
Francesco I de' Medici (Florence, 25 maart 1541 – Poggio a Caiano, 19 oktober 1587) was de tweede groothertog van Toscane. Hij regeerde van 1574 tot 1587, maar nam taken van zijn vader reeds over in 1564. 
Hij was de zoon van Cosimo I de' Medici, de eerste groothertog van Toscane, en Eleonora van Toledo, dochter van de Spaanse onderkoning van Napels, Don Pedro Álvarez de Toledo. Door het huwelijk van zijn vader met zijn maîtresse Camilla Martelli (1570), werd Francesco I regent van Toscane. Pas in 1574, na de dood van zijn vader, was hij groothertog.

## Huwelijk en kinderen
Francesco trouwde op 18 december 1565 met Johanna van Oostenrijk (24 januari 1547 – 10 april 1578), de dochter van keizer Ferdinand I en Anna van Bohemen. Uit het huwelijk met Johanna zijn de volgende kinderen voortgekomen:
1. Eleonora de' Medici (1566 – 1611); ∞ (1584) Vincenzo I Gonzaga (1582 – 1612), hertog van Mantua en Monferrato
2. Romola de' Medici (Florence, 20 november – aldaar, 2 december 1568)
3. Anna de' Medici (Florence, 31 december 1569 – aldaar, 19 februari 1584)
4. Isabella de' Medici (Florence, 30 september 1571 – aldaar, 8 augustus 1572)
5. Lucrezia de' Medici (Florence, 7 november 1572 – aldaar, 14 augustus 1574)
6. Maria de' Medici (1573 – 1642); ∞ (1612) koning Hendrik IV van Frankrijk (1553 – 1610)
7. Filippo de' Medici (Florence, 20 mei 1577 – aldaar, 29 maart 1582) vernoemd naar zijn peetoom Filips II van Spanje

Na het overlijden van Johanna in 1578 hertrouwde Francesco met zijn maîtresse, de Venetiaanse Bianca Cappello, wier zoon Antonio (29 augustus 1576 – 2 mei 1621) door hem werd geadopteerd. Toen Francesco's ziekelijke zoon Filippo op jeugdige leeftijd overleed, benoemde hij – met goedkeuring van de koning van Spanje – in 1583 zijn geadopteerde zoon Antonio als troonopvolger.
Francesco I de' Medici ligt begraven in de Cappelle Medicee, een kapel van de Basilica San Lorenzo in Florence.
Na zijn dood in 1587 werd Francesco echter opgevolgd door zijn jongere broer Ferdinando I de' Medici, die de benoeming van zijn neefje ongedaan maakte.

## Kwartierstaat
| Giovanni de' Medici il Popolano (1498-1526) | Giovanni de' Medici il Popolano (1498-1526) | Giovanni de' Medici il Popolano (1498-1526) | Giovanni de' Medici il Popolano (1498-1526) | Giovanni de' Medici il Popolano (1498-1526) | Giovanni de' Medici il Popolano (1498-1526) | Catherina Sforza (ca. 1463-1509)      | Catherina Sforza (ca. 1463-1509)      | Catherina Sforza (ca. 1463-1509)      | Catherina Sforza (ca. 1463-1509)      | Catherina Sforza (ca. 1463-1509)   | Catherina Sforza (ca. 1463-1509)   |                                    |                                    | Jacopo Salviati (1461-1533)     | Jacopo Salviati (1461-1533)     | Jacopo Salviati (1461-1533) | Jacopo Salviati (1461-1533) | Jacopo Salviati (1461-1533) | Jacopo Salviati (1461-1533) | Lucrezia de' Medici (1470-1550) | Lucrezia de' Medici (1470-1550) | Lucrezia de' Medici (1470-1550) | Lucrezia de' Medici (1470-1550) | Lucrezia de' Medici (1470-1550) | Lucrezia de' Medici (1470-1550) |                      |                      | Fadrique Álvarez de Toledo (1478-1506) | Fadrique Álvarez de Toledo (1478-1506) | Fadrique Álvarez de Toledo (1478-1506) | Fadrique Álvarez de Toledo (1478-1506) | Fadrique Álvarez de Toledo (1478-1506) | Fadrique Álvarez de Toledo (1478-1506) | Isabel de Zúñiga y Pimentel (1470–1520) | Isabel de Zúñiga y Pimentel (1470–1520) | Isabel de Zúñiga y Pimentel (1470–1520) | Isabel de Zúñiga y Pimentel (1470–1520) | Isabel de Zúñiga y Pimentel (1470–1520) | Isabel de Zúñiga y Pimentel (1470–1520) |                                     |                                     | Luis Pimentel y Pacheco (1467-1497) | Luis Pimentel y Pacheco (1467-1497) | Luis Pimentel y Pacheco (1467-1497) | Luis Pimentel y Pacheco (1467-1497) | Luis Pimentel y Pacheco (1467-1497) | Luis Pimentel y Pacheco (1467-1497) | Juana Osorio y Bazán (1472-1491)  | Juana Osorio y Bazán (1472-1491)  | Juana Osorio y Bazán (1472-1491) | Juana Osorio y Bazán (1472-1491) | Juana Osorio y Bazán (1472-1491) | Juana Osorio y Bazán (1472-1491) |  |  |  |  |  |  |  |  |  |  |  |  |  |  |  |  |  |  |  |  |  |  |  |  |  |  |  |  |  |  |  |  |  |  |  |  |  |  |  |  |  |  |  |  |  |  |  |  |
| Giovanni de' Medici il Popolano (1498-1526) | Giovanni de' Medici il Popolano (1498-1526) | Giovanni de' Medici il Popolano (1498-1526) | Giovanni de' Medici il Popolano (1498-1526) | Giovanni de' Medici il Popolano (1498-1526) | Giovanni de' Medici il Popolano (1498-1526) | Catherina Sforza (ca. 1463-1509)      | Catherina Sforza (ca. 1463-1509)      | Catherina Sforza (ca. 1463-1509)      | Catherina Sforza (ca. 1463-1509)      | Catherina Sforza (ca. 1463-1509)   | Catherina Sforza (ca. 1463-1509)   |                                    |                                    | Jacopo Salviati (1461-1533)     | Jacopo Salviati (1461-1533)     | Jacopo Salviati (1461-1533) | Jacopo Salviati (1461-1533) | Jacopo Salviati (1461-1533) | Jacopo Salviati (1461-1533) | Lucrezia de' Medici (1470-1550) | Lucrezia de' Medici (1470-1550) | Lucrezia de' Medici (1470-1550) | Lucrezia de' Medici (1470-1550) | Lucrezia de' Medici (1470-1550) | Lucrezia de' Medici (1470-1550) |                      |                      | Fadrique Álvarez de Toledo (1478-1506) | Fadrique Álvarez de Toledo (1478-1506) | Fadrique Álvarez de Toledo (1478-1506) | Fadrique Álvarez de Toledo (1478-1506) | Fadrique Álvarez de Toledo (1478-1506) | Fadrique Álvarez de Toledo (1478-1506) | Isabel de Zúñiga y Pimentel (1470–1520) | Isabel de Zúñiga y Pimentel (1470–1520) | Isabel de Zúñiga y Pimentel (1470–1520) | Isabel de Zúñiga y Pimentel (1470–1520) | Isabel de Zúñiga y Pimentel (1470–1520) | Isabel de Zúñiga y Pimentel (1470–1520) |                                     |                                     | Luis Pimentel y Pacheco (1467-1497) | Luis Pimentel y Pacheco (1467-1497) | Luis Pimentel y Pacheco (1467-1497) | Luis Pimentel y Pacheco (1467-1497) | Luis Pimentel y Pacheco (1467-1497) | Luis Pimentel y Pacheco (1467-1497) | Juana Osorio y Bazán (1472-1491)  | Juana Osorio y Bazán (1472-1491)  | Juana Osorio y Bazán (1472-1491) | Juana Osorio y Bazán (1472-1491) | Juana Osorio y Bazán (1472-1491) | Juana Osorio y Bazán (1472-1491) |  |  |  |  |  |  |  |  |  |  |  |  |  |  |  |  |  |  |  |  |  |  |  |  |  |  |  |  |  |  |  |  |  |  |  |  |  |  |  |  |  |  |  |  |  |  |  |  |
|                                             |                                             |                                             |                                             |                                             |                                             |                                       |                                       |                                       |                                       |                                    |                                    |                                    |                                    |                                 |                                 |                             |                             |                             |                             |                                 |                                 |                                 |                                 |                                 |                                 |                      |                      |                                        |                                        |                                        |                                        |                                        |                                        |                                         |                                         |                                         |                                         |                                         |                                         |                                     |                                     |                                     |                                     |                                     |                                     |                                     |                                     |                                   |                                   |                                  |                                  |                                  |                                  |  |  |  |  |  |  |  |  |  |  |  |  |  |  |  |  |  |  |  |  |  |  |  |  |  |  |  |  |  |  |  |  |  |  |  |  |  |  |  |  |  |  |  |  |  |  |  |  |
|                                             |                                             |                                             |                                             | Giovanni dalle Bande Nere (1498−1526)       | Giovanni dalle Bande Nere (1498−1526)       | Giovanni dalle Bande Nere (1498−1526) | Giovanni dalle Bande Nere (1498−1526) | Giovanni dalle Bande Nere (1498−1526) | Giovanni dalle Bande Nere (1498−1526) |                                    |                                    |                                    |                                    |                                 |                                 | Maria Salviati (1499-1543)  | Maria Salviati (1499-1543)  | Maria Salviati (1499-1543)  | Maria Salviati (1499-1543)  | Maria Salviati (1499-1543)      | Maria Salviati (1499-1543)      |                                 |                                 |                                 |                                 |                      |                      |                                        |                                        |                                        |                                        | Pedro Álvarez de Toledo (1484-1553)    | Pedro Álvarez de Toledo (1484-1553)    | Pedro Álvarez de Toledo (1484-1553)     | Pedro Álvarez de Toledo (1484-1553)     | Pedro Álvarez de Toledo (1484-1553)     | Pedro Álvarez de Toledo (1484-1553)     |                                         |                                         |                                     |                                     |                                     |                                     | Maria Osorio Pimentel (1490-1539)   | Maria Osorio Pimentel (1490-1539)   | Maria Osorio Pimentel (1490-1539)   | Maria Osorio Pimentel (1490-1539)   | Maria Osorio Pimentel (1490-1539) | Maria Osorio Pimentel (1490-1539) |                                  |                                  |                                  |                                  |  |  |  |  |  |  |  |  |  |  |  |  |  |  |  |  |  |  |  |  |  |  |  |  |  |  |  |  |  |  |  |  |  |  |  |  |  |  |  |  |  |  |  |  |  |  |  |  |
|                                             |                                             |                                             |                                             | Giovanni dalle Bande Nere (1498−1526)       | Giovanni dalle Bande Nere (1498−1526)       | Giovanni dalle Bande Nere (1498−1526) | Giovanni dalle Bande Nere (1498−1526) | Giovanni dalle Bande Nere (1498−1526) | Giovanni dalle Bande Nere (1498−1526) |                                    |                                    |                                    |                                    |                                 |                                 | Maria Salviati (1499-1543)  | Maria Salviati (1499-1543)  | Maria Salviati (1499-1543)  | Maria Salviati (1499-1543)  | Maria Salviati (1499-1543)      | Maria Salviati (1499-1543)      |                                 |                                 |                                 |                                 |                      |                      |                                        |                                        |                                        |                                        | Pedro Álvarez de Toledo (1484-1553)    | Pedro Álvarez de Toledo (1484-1553)    | Pedro Álvarez de Toledo (1484-1553)     | Pedro Álvarez de Toledo (1484-1553)     | Pedro Álvarez de Toledo (1484-1553)     | Pedro Álvarez de Toledo (1484-1553)     |                                         |                                         |                                     |                                     |                                     |                                     | Maria Osorio Pimentel (1490-1539)   | Maria Osorio Pimentel (1490-1539)   | Maria Osorio Pimentel (1490-1539)   | Maria Osorio Pimentel (1490-1539)   | Maria Osorio Pimentel (1490-1539) | Maria Osorio Pimentel (1490-1539) |                                  |                                  |                                  |                                  |  |  |  |  |  |  |  |  |  |  |  |  |  |  |  |  |  |  |  |  |  |  |  |  |  |  |  |  |  |  |  |  |  |  |  |  |  |  |  |  |  |  |  |  |  |  |  |  |
|                                             |                                             |                                             |                                             |                                             |                                             |                                       |                                       |                                       |                                       | Cosimo I de' Medici (1519-1574)    | Cosimo I de' Medici (1519-1574)    | Cosimo I de' Medici (1519-1574)    | Cosimo I de' Medici (1519-1574)    | Cosimo I de' Medici (1519-1574) | Cosimo I de' Medici (1519-1574) |                             |                             |                             |                             |                                 |                                 |                                 |                                 |                                 |                                 |                      |                      |                                        |                                        |                                        |                                        |                                        |                                        |                                         |                                         |                                         |                                         | Eleonora van Toledo (1522-1562)         | Eleonora van Toledo (1522-1562)         | Eleonora van Toledo (1522-1562)     | Eleonora van Toledo (1522-1562)     | Eleonora van Toledo (1522-1562)     | Eleonora van Toledo (1522-1562)     |                                     |                                     |                                     |                                     |                                   |                                   |                                  |                                  |                                  |                                  |  |  |  |  |  |  |  |  |  |  |  |  |  |  |  |  |  |  |  |  |  |  |  |  |  |  |  |  |  |  |  |  |  |  |  |  |  |  |  |  |  |  |  |  |  |  |  |  |
|                                             |                                             |                                             |                                             |                                             |                                             |                                       |                                       |                                       |                                       | Cosimo I de' Medici (1519-1574)    | Cosimo I de' Medici (1519-1574)    | Cosimo I de' Medici (1519-1574)    | Cosimo I de' Medici (1519-1574)    | Cosimo I de' Medici (1519-1574) | Cosimo I de' Medici (1519-1574) |                             |                             |                             |                             |                                 |                                 |                                 |                                 |                                 |                                 |                      |                      |                                        |                                        |                                        |                                        |                                        |                                        |                                         |                                         |                                         |                                         | Eleonora van Toledo (1522-1562)         | Eleonora van Toledo (1522-1562)         | Eleonora van Toledo (1522-1562)     | Eleonora van Toledo (1522-1562)     | Eleonora van Toledo (1522-1562)     | Eleonora van Toledo (1522-1562)     |                                     |                                     |                                     |                                     |                                   |                                   |                                  |                                  |                                  |                                  |  |  |  |  |  |  |  |  |  |  |  |  |  |  |  |  |  |  |  |  |  |  |  |  |  |  |  |  |  |  |  |  |  |  |  |  |  |  |  |  |  |  |  |  |  |  |  |  |
|                                             |                                             |                                             |                                             |                                             |                                             |                                       |                                       |                                       |                                       |                                    |                                    |                                    |                                    |                                 |                                 |                             |                             |                             |                             |                                 |                                 |                                 |                                 |                                 |                                 |                      |                      |                                        |                                        |                                        |                                        |                                        |                                        |                                         |                                         |                                         |                                         |                                         |                                         |                                     |                                     |                                     |                                     |                                     |                                     |                                     |                                     |                                   |                                   |                                  |                                  |                                  |                                  |  |  |  |  |  |  |  |  |  |  |  |  |  |  |  |  |  |  |  |  |  |  |  |  |  |  |  |  |  |  |  |  |  |  |  |  |  |  |  |  |  |  |  |  |  |  |  |  |
|                                             |                                             |                                             |                                             |                                             |                                             |                                       |                                       |                                       |                                       |                                    |                                    |                                    |                                    |                                 |                                 |                             |                             |                             |                             |                                 |                                 |                                 |                                 |                                 |                                 |                      |                      |                                        |                                        |                                        |                                        |                                        |                                        |                                         |                                         |                                         |                                         |                                         |                                         |                                     |                                     |                                     |                                     |                                     |                                     |                                     |                                     |                                   |                                   |                                  |                                  |                                  |                                  |  |  |  |  |  |  |  |  |  |  |  |  |  |  |  |  |  |  |  |  |  |  |  |  |  |  |  |  |  |  |  |  |  |  |  |  |  |  |  |  |  |  |  |  |  |  |  |  |
| Bianca (Bia) de' Medici (ca. 1537-1542)     | Bianca (Bia) de' Medici (ca. 1537-1542)     | Bianca (Bia) de' Medici (ca. 1537-1542)     | Bianca (Bia) de' Medici (ca. 1537-1542)     | Bianca (Bia) de' Medici (ca. 1537-1542)     | Bianca (Bia) de' Medici (ca. 1537-1542)     |                                       |                                       | Francesco I de' Medici (1541-1587)    | Francesco I de' Medici (1541-1587)    | Francesco I de' Medici (1541-1587) | Francesco I de' Medici (1541-1587) | Francesco I de' Medici (1541-1587) | Francesco I de' Medici (1541-1587) |                                 |                                 | Isabella (1542-1576)        | Isabella (1542-1576)        | Isabella (1542-1576)        | Isabella (1542-1576)        | Isabella (1542-1576)            | Isabella (1542-1576)            |                                 |                                 | Giovanni (1543-1562)            | Giovanni (1543-1562)            | Giovanni (1543-1562) | Giovanni (1543-1562) | Giovanni (1543-1562)                   | Giovanni (1543-1562)                   |                                        |                                        | Lucrezia de' Medici (1545-1562)        | Lucrezia de' Medici (1545-1562)        | Lucrezia de' Medici (1545-1562)         | Lucrezia de' Medici (1545-1562)         | Lucrezia de' Medici (1545-1562)         | Lucrezia de' Medici (1545-1562)         |                                         |                                         | Ferdinando I de' Medici (1549-1609) | Ferdinando I de' Medici (1549-1609) | Ferdinando I de' Medici (1549-1609) | Ferdinando I de' Medici (1549-1609) | Ferdinando I de' Medici (1549-1609) | Ferdinando I de' Medici (1549-1609) |                                     |                                     | Pietro de' Medici (1554-1604)     | Pietro de' Medici (1554-1604)     | Pietro de' Medici (1554-1604)    | Pietro de' Medici (1554-1604)    | Pietro de' Medici (1554-1604)    | Pietro de' Medici (1554-1604)    |  |  |  |  |  |  |  |  |  |  |  |  |  |  |  |  |  |  |  |  |  |  |  |  |  |  |  |  |  |  |  |  |  |  |  |  |  |  |  |  |  |  |  |  |  |  |  |  |